# Briggsia pinfaensis
Briggsia pinfaensis là một loài thực vật có hoa trong họ Tai voi. Loài này được (Lév.) Craib mô tả khoa học đầu tiên năm 1920.